# Fenylsilatraan
Fenylsilatraan is een organische verbinding van silicium, met als brutoformule C12H17NO3Si. Ze kan aanleiding geven tot een epileptisch insult. De stof wordt gebruikt als rattengif.